# عدد كولن
عدد كولن في الرياضيات هو عدد طبيعي علي الصيغة {\displaystyle n\cdot 2^{n}+1} ويُرمز له {\displaystyle C_{n}}.
أعداد كولن تم اكتشافه بواسطة القسيس الأيرلندي جيمس كولن في عام 1905، وأعداد كولن هي حالة خاصة من عدد بروث.

## خصائصه
في عام 1976 قام كريستوفر هولي بإثبات أن الكثافة الطبيعية للأرقام الصحيحة الموجبة {\displaystyle n\leq x} وحيث Cn هي أعداد أولية للأس o(x) باعتبار {\displaystyle x\to \infty }.
وبالتالي فأنه وفقًا لهذا فإن جميع أعداد كولن غير أولية، وقام العالم هيرومي سيواما بإعادة العمل علي هذا الاثبات ليثبت أنه صحيح لأي من الأعداد
n · 2n+a + b حيث a و b هي أعداد صحيحة.
وبالتالي فإن أعداد كولن الأولية المعروفة هي التي تساوي :
1, 141, 4713, 5795, 6611, 18496, 32292, 32469, 59656, 90825, 262419, 361275, 481899, 1354828, 6328548, 6679881
ومع ذلك فإن هناك اعتقادًا بأن هناك عددًا لا نهائيًا من أعداد كولن.
في أغسطس عام 2009 تم معرفة أكبر رقم للعدد كولن وهو6679881 × 26679881 + 1. وهو عدد كبير يحتوي على 2010852 رقم تم اكتشافه بواسطة أحد الباحثين في اليابان.
عدد كولن Cn قابل للقسمة علي p = 2n − 1 إذا كان p عدد أولي علي صيغة 8k - 3;وتبعًا لمبرهنة فيرما الصغرى فإنه إذا كان p عدد فردي أولي، فإن p يُقسم Cm(k) حيث m(k) = (2k − k) 
 (p − 1) − k (for k > 0).
وأيضًا تم إثبات أن العدد الأولي p يُقسم C(p + 1) / 2 عندما يكون رقم جاكوبي (2 | p) هو −1 وأن p تُقسم C(3p − 1) / 2 عندما يكون رقم جاكوبي (2 | p) هو 1+.
وليس من المعروف حتي الآن إذا كان هناك عدد صحيح أولي p بحيث يكون Cp أولي أيضًا.

## تعميمات
في بعض الأحيان فأن رقم كولن العام يتم تعريفه ليكون رقم علي صيغة n × bn + 1, حيث n + 2 > b; وإذا كان هناك عددًا أوليًا يمكن كتابته علي تلك الصيعة فأنه سوف يُدعي مباشرة رقم كولن العام في بعض الأحيان يتم تسمية رقم وودال برقم كولن من الدرجة الثانية.
وتبعًا لمبرهنة فيرما الصغرى فأنه إذا كان هناك عدد أولي p بحيث يكون n قابل للقسمة علي p - 1 و n + 1 قابل للقسمة علي p (خاصة عندما يكون n = p - 1) و p لا تُقسم b, فإن bn يجب أن تؤول لـ1.
القيم الصغرى لn حتي يكون n × bn + 1 عددًا أوليًا هي 
1, 1, 2, 1, 1242, 1, 34, 5, 2, 1, 10, 1, ...
في سبتمبر عام 2015، أكبر رقم كولن عام تم معرفته هو 427194 × 113427194 + 1 وكان يحتوي على 877069 عددًا وتم اكتشافه بواسطة أحد الباحثين في الولايات المتحدة الأمريكية.

## لمعرفة أكثر
- Cullen، James (ديسمبر 1905)، "Question 15897"، Educ. Times، ص. 534.
- Guy، Richard K. (2004)، Unsolved Problems in Number Theory (ط. 3rd)، New York: سبرنجر، Section B20، ISBN:0-387-20860-7، Zbl:1058.11001.
- Hooley، Christopher (1976)، Applications of sieve methods، Cambridge Tracts in Mathematics، مطبعة جامعة كامبريدج، ج. 70، ص. 115–119، ISBN:0-521-20915-3، Zbl:0327.10044.
- Keller، Wilfrid (1995)، "New Cullen Primes" (PDF)، Mathematics of Computation، ج. 64، ص. 1733–1741, S39–S46، DOI:10.2307/2153382، ISSN:0025-5718، Zbl:0851.11003.